# Kurt Graesel
Kurt Armin Graesel (Gräsel) (* 2. März 1841 in Saalburg; † 25. Juli 1920 in Gera) war ein deutscher Verwaltungsbeamter und Politiker.

## Leben
Graesel war der Sohn des Amtmanns Heinrich Graesel und dessen Ehefrau Johanne Henriette Karoline geborene Köcher. Er war evangelisch-lutherischer Konfession und heiratete am 28. Oktober 1868 in Gallenberg bei Lobenstein Maria Theresia Julie Ernst (* 3. Februar 1848 in Clodra; † 19. August 1940 in Gera), die Tochter des Kammergutspächters Karl Ludwig Ernst in Gallenberg.
Graesel studierte Staats- und Rechtswissenschaften und wurde 1868 Aktuar beim Justizamt Lobenstein. Ab dem 26. September 1879 war er Amtsrichter am Amtsgericht Hohenleuben, bevor er am 1. Februar 1881 zum ersten Amtsrichter am Amtsgericht Leubenstein ernannt wurde. Vom 26. Juli 1884 bis zum 25. September 1896 war er Landrat im Landkreis Gera. 
Am 1. Oktober 1896 wurde er zum dritten stimmführenden Mitglied des fürstlichen Ministeriums ernannt. Er war dort Vorstand der Ministerialabteilungen für Justiz, Kirchen- und Schulangelegenheiten und trug den Titel Staatsrat. Zum 1. Oktober 1902 wurde er zum zweiten stimmführenden Mitglied des fürstlichen Ministeriums mit Titel Geheimer Staatsrat befördert. Aus Gesundheitsgründen wurde er auf eigenen Antrag zum 1. Oktober 1917 in den ehrenvollen Ruhestand versetzt.
Vom 31. Oktober 1880 bis zum 25. April 1881, vom 31. Oktober 1883 bis zum 10. November 1884 und vom 27. Oktober 1889 bis zum 8. Oktober 1896 war er Abgeordneter im Landtag Reuß jüngerer Linie.
Sein Bruder war der Bibliothekar Arnim Graesel. 

## Auszeichnungen
- fürstliches goldenes Ehrenkreuz (1891)
- fürstliches Ehrenkreuz I. Klasse (1906)
- Krone zum fürstliches Ehrenkreuz I. Klasse (1917)
- Justizrat (1892)
- Geheimer Regierungsrat (1895)
- Geheimer Rat (1914)
- Ritterkreuz I. Klasse des königlich sächsischen Albrechts-Ordens (1894)
- Komturkreuz II. Klasse des herzoglich Sachsen-Ernestinischen Hausordens (1900)
- Königlich preußischer Kronenorden II. Klasse (1900)
- Komturkreuz I. Klasse des herzoglich Sachsen-Ernestinischen Hausordens (1904)
- fürstlich Schwarzburg-Sondershausener Ehrenkreuz I. Klasse (1912)
- Komturkreuz des großherzoglich sächsischen Hausordens der Wachsamkeit oder vom weißen Falken mit Stern (1914)